# Bistum Kitui
Das Bistum Kitui (lateinisch Dioecesis Kituiensis) ist eine in Kenia gelegene römisch-katholische Diözese mit Sitz in Kitui. Es umfasst das Kitui County.

## Geschichte
Papst Pius XII. gründete die Apostolische Präfektur Kitui mit der Apostolischen Konstitution Quoniam superna am 20. Februar 1956 aus Gebietsabtretungen des Bistums Meru und des Erzbistums Nairobi.
Am 16. November 1963 wurde sie mit der Apostolischen Konstitution Christi evangelium zum Bistum erhoben, das dem Erzbistum Nairobi als Suffragandiözese unterstellt wurde.

## Ordinarien

### Apostolischer Präfekt von Kitui
- William Dunne SPS (19. Oktober 1956–16. November 1963)

### Bischöfe von Kitui
- William Dunne SPS (16. November 1963–2. November 1995)
- Boniface Lele (2. November 1995–1. April 2005, dann Erzbischof von Mombasa)
- Anthony Muheria (28. Juni 2008–23. April 2017, dann Erzbischof von Nyeri)
- Joseph Mwongela (seit 17. März 2020)